# Пескарус
Пескарус («Чайка») — офшорне нафтове родовище, розташоване у румунському секторі Чорного моря.

## Опис
Родовище, яке відкрили у 1999 році, має нафтовий поклад у відкладеннях сеноману (верхня крейда). Окрім нафти з родовища також отримують газ (існує оцінка його запасів на рівні 3,2 млрд м3 газу).
Видобуток на Пескарусі почали у 2003-му. Облаштування родовища включає одну платформу для розміщення фонтанних арматур PFSSU, встановлену в районі з глибиною моря 53 метра.
Видача продукції відбувається по нафто- та газопроводах до родовища Лебада-Схід.